# XFP

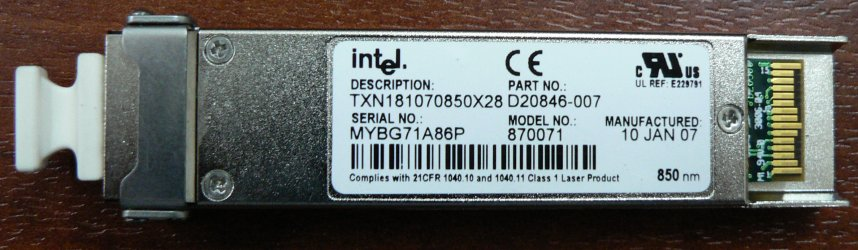
Module optique de type XFP

L’XFP est un standard de télécommunication pour les modules optiques à la vitesse de transmission de données de 10 gigabits par seconde. Ces modules optiques sont utilisés dans les équipements réseaux tels que les commutateurs (switches) ou les routeurs (routers).
| Type        | Vitesse maximum (Gbit/s) | Vitesse maximum Ethernet | Medium physique (Cuivre ou Fibre Optique) |
| ----------- | ------------------------ | ------------------------ | ----------------------------------------- |
| GBIC        | 1                        | 1 GE                     | Cu ou FO                                  |
| SFP         | 1                        | 1 GE                     | Cu ou FO                                  |
| XENPAK (en) | 10                       | 10 GE                    | FO                                        |
| SFP+        | 10                       | 10 GE                    | FO                                        |
| XFP         | 10                       | 10 GE                    | FO                                        |
| QSFP        | 40                       | 40 GE                    | FO                                        |
| CFP         | 100                      | 100 GE                   | FO                                        |

Les modules optiques (entre autres XFP mais aussi GBIC, SFP et CFP) permettent une souplesse dans le type de signal souhaité car ils sont interchangeables à chaud et permettent de changer le type de signal optique en changeant uniquement le module optique (petit et peu cher) plutôt que la carte d’interface elle-même (complexe et chère).
Le standard XFP (10 Gigabit Small Form Factor Pluggable) a été défini en 2002.
Il existe de nombreux types de modules optiques XFP pour :
- Différentes distances optiques telles que :

- SR (Short Reach/Courte Distance) jusqu'à 500 mètres.
- LR (Long Reach/Longue Distance) jusqu'à 10 km.
- ER (Extended Reach/Très Longue Distance) jusqu'à 40 km et plus (ZR).
- ZR jusqu'à 80 km et plus.
- DWDM (différentes fréquences c'est-à-dire différentes couleurs).
- CWDM (Coarse WDM).
- Différents types de fibres optiques[4] tels que les fibres optiques :

- MMF (en) (Multi Mode Fiber) de couleur orange pour les courtes distances (longueur d’onde de 850 nm).
- SMF (en) (Single Mode Fiber) de couleur jaune pour les grandes distances (longueur d’onde entre autres de 1310 nm ou 1550 nm).
- Différents types de connecteurs optiques :

- LC : Les XFP sont toujours de type LC.
- SC : Pour les GBIC.
- RJ45 : Pour les câbles en cuivre (jusqu'à 1GE donc pas utilisé pour les XFP).
L'XFP est indépendant du protocole utilisé par la carte d'interface sur laquelle il est inséré. Les cartes d'interfaces peuvent utiliser différents protocoles comme : Ethernet, Fiber Channel ou SDH/SONET.